# Barbariga-fok
A Barbariga-fok (horvátul: Barbariga rt) egy földnyelv Horvátországban, Isztria megyében, az Isztriai-félsziget nyugati partján, Póla városától mintegy 20 km-re északra.

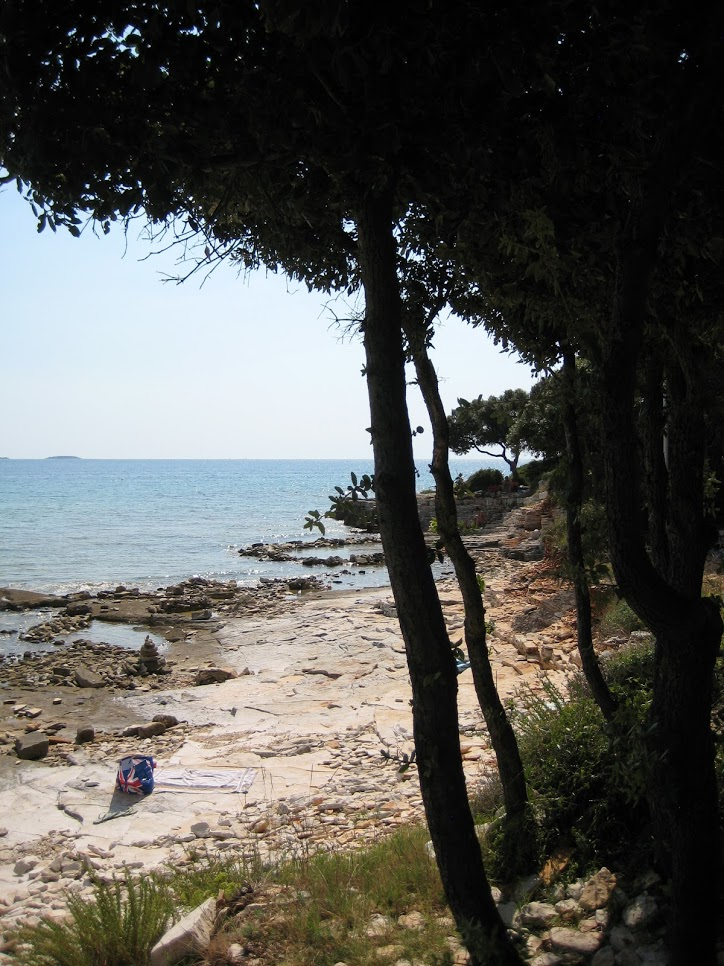
Barbariga tengerpartja

## Története
A Barbariga-fok nevét a velencei Barbarigo családról kapta, amelynek ezen a helyen volt birtoka. A múltban Punta Cissanának is nevezték az ókori Cissa nevű településről, amely néhány kutató szerint itt állt. Ezen a területen számos római kori lelőhely található, ahol ókori házak maradványai, a gyapjú készítéséhez és a szövetek festéséhez szükséges eszközök, 4. századi olajprések, két nagy, színes márványmozaikkal burkolt 1. századi római villa (villa rustica), valamint a 7. századi ókeresztény háromhajós Szent András-bazilika maradványai kerültek elő mozaikokkal, szarkofágokkal és faragott táblákkal.

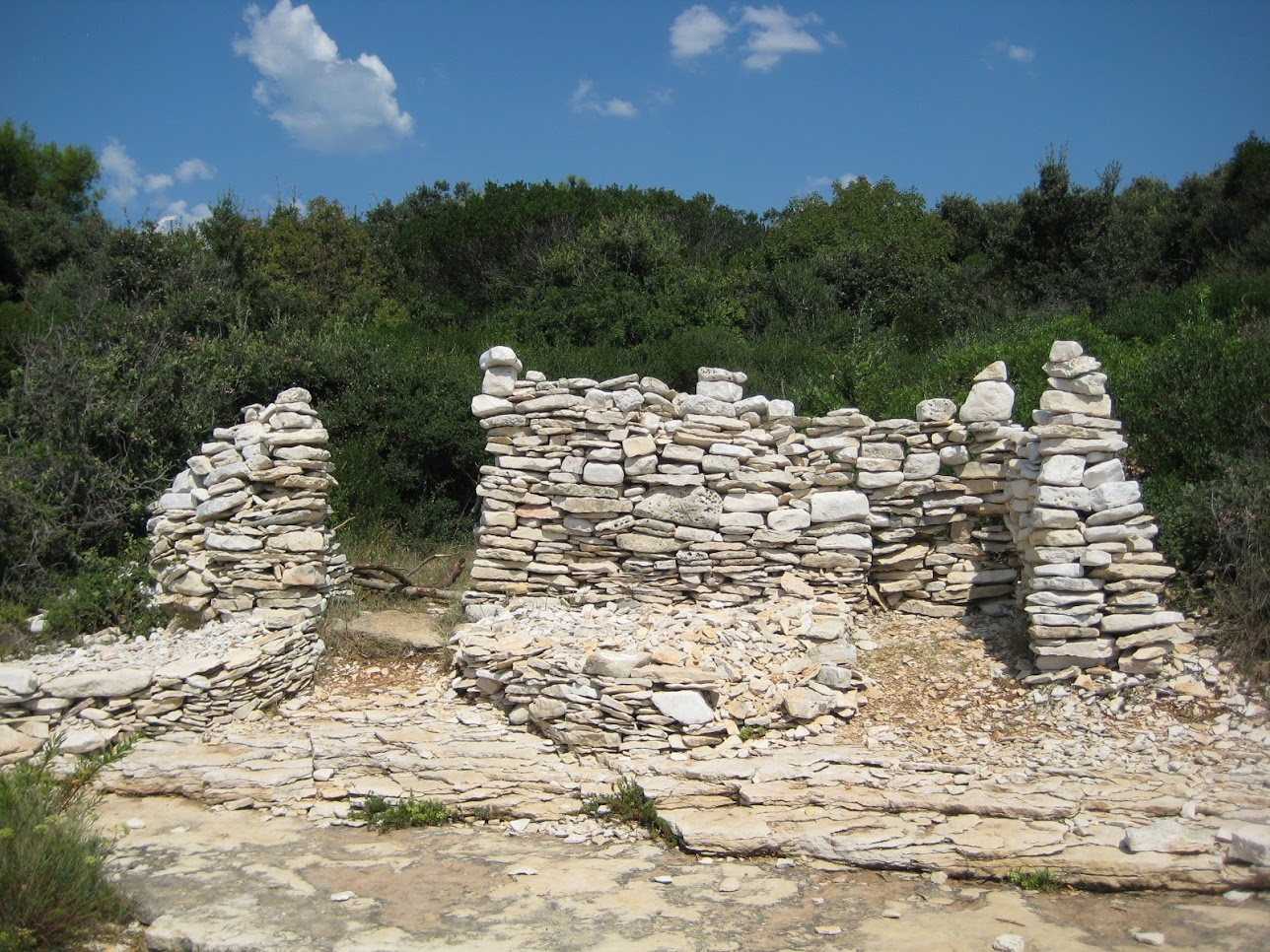
Romok a strand közelében

Az itt álló Barbariga-erőd a pólai osztrák-magyar hadikikötő összetett védelmi rendszerének egyik eleme volt. Az erődrendszer 150 hektáron terült el. 1898 és 1914 között épült Pólától északnyugatra, hogy ellenőrizze a Fažana-csatorna és a pulai hadikikötő bejáratát. Az erődrendszer hét szilárd építésű erődítményből és négy vegyesen, szilárd anyagokból és a terepalakzatok felhasználásával épített erődítményből állt. A Barbariga-fokon egy kisebb hátsó erődítmény található, amely menedékhelyként szolgált a legénység számára, és egy éjszakai megfigyelésre szánt reflektor állt itt. Az erődítményeket és a hozzájuk tartozó létesítményeket makadám utak és ösvények sűrű hálózata kötötte össze. Bár az erődítményeket felhagyták, a mai napig viszonylag jó állapotban megőrződtek.
Az 1980-as években a fok közelében turisztikai célból Barbariga néven apartmanokból álló üdülőhelyet építettek, melyet út köt össze a közeli Peroj nevű településsel. Az itt található paleontológiai rezervátumot 1994-ben alapították.

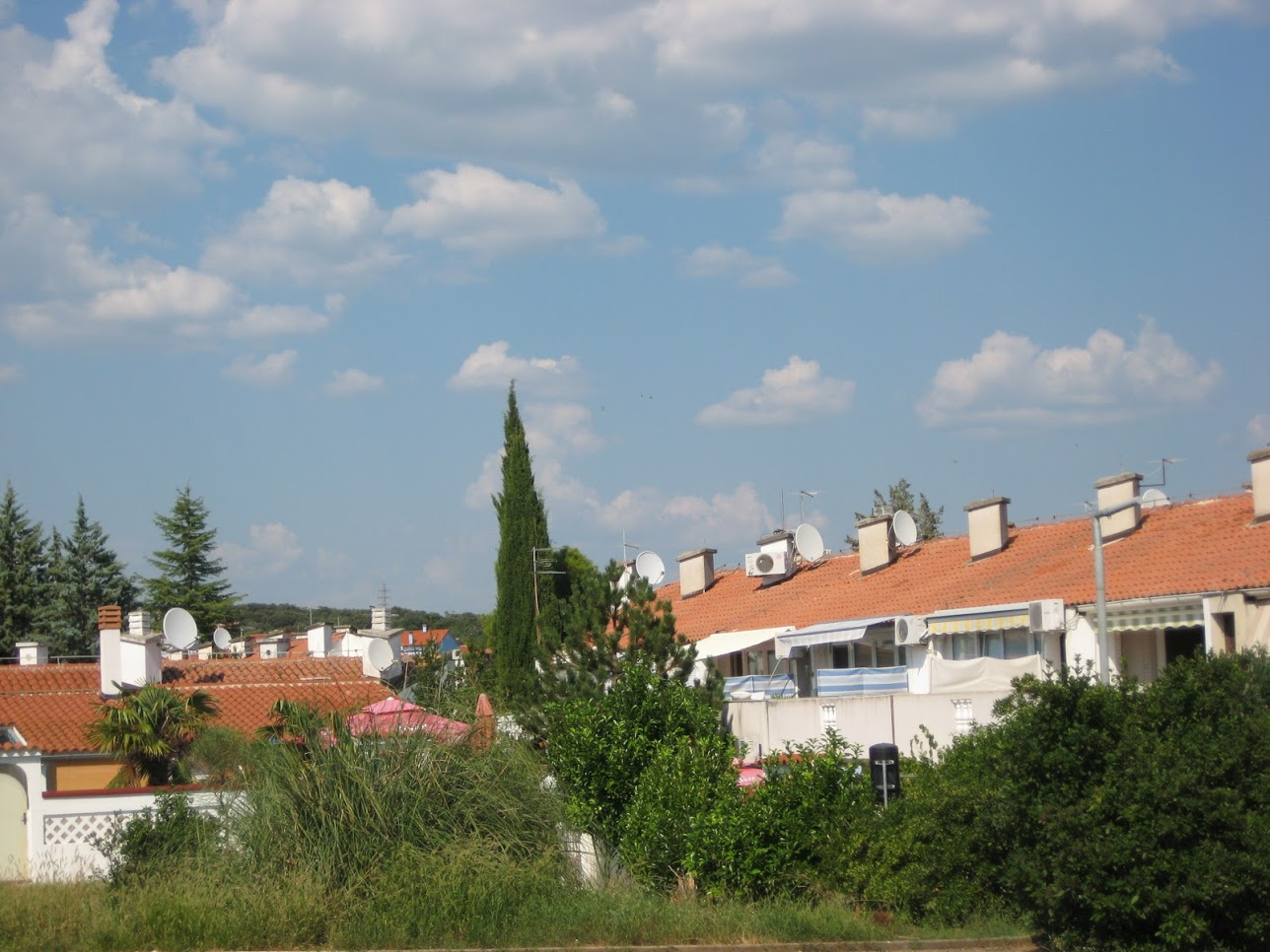
Barbariga üdülőtelep

## Dragonera
A tengerparton, félúton Peroj felé található Dragonera régészeti lelőhelye. Régészeti feltárások során 2003-2004 évben megtalálták a Dragonera sjever és a Dragonera jug nevű villák maradványait. A Dragonera sjever egy rosszul megőrzött épület, amelyet az i. e. 1. század elején építettek, és a 7. századig állt, amikor egy tűzvészben leégett. A villát (villa maritima) egy olajbogyó feldolgozó üzem megőrzött részével és egy később hozzáépített kemencével együtt a tenger megsemmisítette. A maradványokon a 19. és 20. század folyamán meszet égettek, ami tovább rongálta az ősi épületeket. A Dragonera jug villát egy aedile duumvir ranggal rendelkező pólai római lovag birtokolta. A villa és a hozzá tartozó létesítmények (móló és gazdasági épületek) az egész öblöt körülölelték az i. e. 90 és 70 közötti időszakban épültek. A villát mozaikokkal díszítették, amelyek egyikén orrszarvú volt látható. A 4. századi tűzvész után, amely a villát elpusztította, teljesen újjáépítették. Itt található az Adriai-tenger keleti partján az egyetlen feljegyzett olvasztókemencés kovácsműhely, mely az 5. és 6. századból maradt fenn. A 7. században történt nagy tűzeset után a lakosok valószínűleg a Veliki Brijunnál található castrumnál állt településen találtak menedéket.

## Fordítás
Ez a szócikk részben vagy egészben  a   Barbariga (apartmansko naselje) című horvát Wikipédia-szócikk ezen változatának fordításán alapul.  Az eredeti cikk szerkesztőit annak laptörténete sorolja fel. Ez a jelzés csupán a megfogalmazás eredetét és a szerzői jogokat jelzi, nem szolgál a cikkben szereplő információk forrásmegjelöléseként.